# 桂本和夫
桂本和夫（日语：／ Katsuramoto Kazuo，1934年9月5日—），日本男子摔跤运动员。他曾代表日本参加世界摔跤锦标赛，获得一枚铜牌。他也曾参加1956年夏季奥林匹克运动会。